# Netta (rzeka)
Netta – rzeka w północno-wschodniej Polsce, prawy dopływ Biebrzy, dł. 20 km (wraz z Rospudą i jeziorami Rospuda Augustowska i Necko 102 km), dorzecze 1336 km²; częściowo skanalizowana (Kanał Augustowski) na odcinku 11 km, dzięki czemu tworzy połączenie dorzeczy Wisły i Niemna. Miejsce rozwijającej się turystyki wodnej i wędkarstwa rekreacyjnego.
Bieg rzeki podzielony jest na 3 odcinki:
- górny bieg – rzeka Rospuda, biegnie od Niskiego Jeziora do jeziora Rospuda Augustowska
- środkowy bieg – Kanał Bystry, od jeziora Necko do jeziora Sajno
- dolny bieg – Netta, od jeziora Sajno poprzez Sajownicę do Biebrzy.

Źródła (źródło Rospudy) w pobliżu jeziora Rospuda Filipowska, przepływa przez jeziora Garbaś, Sumowo, Bolesty, Necko. Od miasta Augustów jako Kanał Augustowski; uchodzi do Biebrzy na terenie Biebrzańskiego PN. Poniżej jeziora Necko tworzy liczne zakola, starorzecza, rozwidlenia.
Drobne dopływy:
- z zachodniej strony – Turówka z Żarnówką, Węgorówka, Strumień, Bargłówka z Brzozówką i Tajenka
- ze wschodniej strony – Sajnica lub Sojownica (z jeziora Sajno), Czerwonka, Kolnica (z jeziora Kolno), Sosnówka i Olszanka.

Większe miejscowości: Augustów, Białobrzegi, Polkowo, Sosnowo, Netta.

## Szlak kajakowy
Szlak kajakowy (38 km) jest mało uczęszczany, atrakcyjny i malowniczy, zwłaszcza w górnym biegu, do Augustowa. Od Białobrzeg do śluzy Sosnowo jest szlakiem alternatywnym dla dolnego odcinka Kanału Augustowskiego. Może być przedłużeniem dwóch innych szlaków w kierunku Biebrzy: Rospudy i Czarnej Hańczy.
W pobliżu szlaku znajduje się rezerwat faunistyczny „Czerwone Bagno” będący ostoją łosia – w pobliżu wsi Woźnawieś.

## Cieki wodne w dolnym biegu
Kanały: Sosnówka, Kanał Augustowski
Stare koryta: Daniś, Jezierwa Biała, Jezierwa Długa,
Jezierwy Dulczewskiego, Jezierwy Kaczmarynowe, Jezierwy Żydowe, Osowianka, Polak, Smurgiel
Strugi: Kolniczanka, Pogorzałka
Rowy: Olszanka

## Flora i fauna Netty
W rzece odnotowano m.in. takie gatunki ryb, jak: leszcz, okoń europejski, szczupak pospolity, ciernik, płoć, sum europejski czy krasnopiórka (wzdręga).
Liczne bezkręgowce reprezentuje np.: pijawki, błotniarka stawowa, żyworodka pospolita.
Wśród roślin wyróżnić można następujące taksony: rogatek sztywny, grążel żółty, wywłócznik kłosowy, grzybień biały czy rdestnica połyskująca.
Na jeziorze spotkać można na przykład kaczkę krzyżówkę oraz łabędzia niemego.